# Melica thuringiaca
Melica thuringiaca är en gräsart som beskrevs av Stephan Rauschert. Melica thuringiaca ingår i släktet slokar, och familjen gräs. Inga underarter finns listade i Catalogue of Life.